# Popian
Popian é uma comuna francesa na região administrativa de Occitânia, no departamento de Hérault. Estende-se por uma área de 5,86 km². Em 2010 a comuna tinha 366 habitantes (densidade: 62,5 hab./km²).